# 許惠祐
許惠祐（1952年11月2日—），臺灣南投市人，政治大學法學博士，副教授。曾任法官、行政院大陸委員會副主任委員 、行政院海岸巡防署署長、中華民國國家安全局局長，為國安局首位文人局長。

## 學歷
- 國立政治大學法學學士
- 國立政治大學法學碩士
- 國立政治大學法學博士
- 德國慕尼黑大學法律哲學及法律資訊研究所在職進修

國家考試資格
- 1978年司法人員乙等特考司法官考試及格
- 1985年專門職業及技術人員高等考試律師考試及格

## 主要經歷
九二香港會談
- 1992年10月26日至10月29日，許惠祐代表海基會赴香港與海協會會談。兩岸於會中就「一個中國」原則的涵義該如何表述進行了討論，雖然各自提出具體意見，卻未達成共識[1][2][3]。然而蘇起卻於2000年4月聲稱兩造於九二香港會談達成「九二共識」，但這項共識並無書面簽訂。直到2006年2月蘇起才公開承認「九二共識」一辭為他所創造，用以包裝中共與國民黨事後接受的「一中各表」原則[4]。

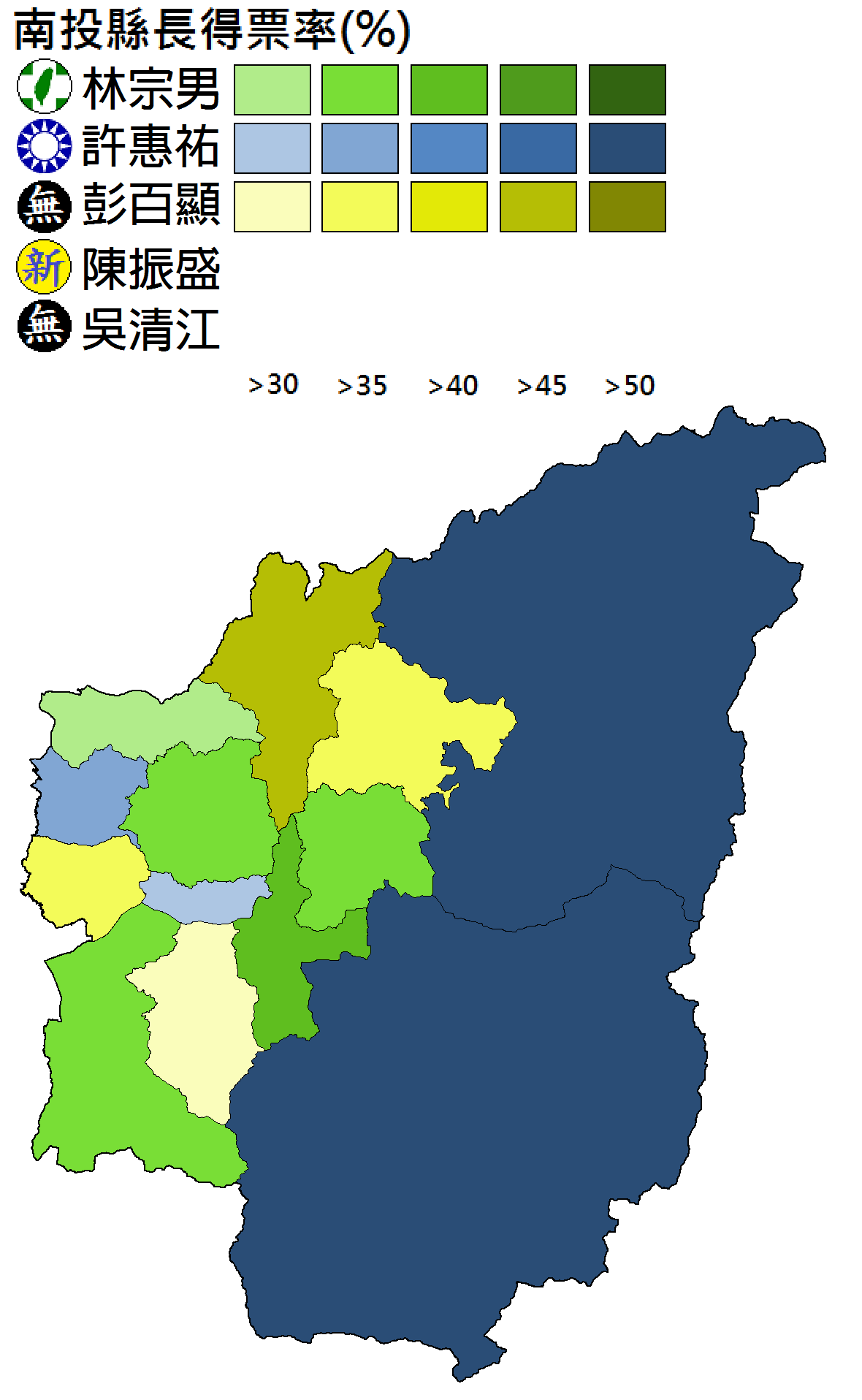
1997年南投縣長選舉
1997年參選南投縣長，最終敗給彭百顯。
| 號次 | 黨籍       | 姓名   | 得票   | 得票率 | 當選 |
| ---- | ---------- | ------ | ------ | ------ | ---- |
| 1    | 民主進步黨 | 林宗男 | 76,689 | 30.80% |      |
| 2    | 中國國民黨 | 許惠祐 | 74,966 | 30.11% |      |
| 3    | 無黨籍     | 彭百顯 | 78,690 | 31.61% |      |
| 4    | 新黨       | 陳振盛 | 18,066 | 7.26%  |      |
| 5    | 無黨籍     | 吳清江 | 559    | 0.22%  |      |

## 著作
- 《電腦在審判上之運用》
- 《旅行契約之研究》
- 《法庭之騷擾及其處理》
- 《從非訟中心之試辦到非訟法官制度之建立》
- 《論具有中國特色的大陸司法制度》

## 荣誉

### 中华民国勋章奖章
- 二等景星勋章（2008年5月12日于台北总统府颁授[5]）

## 評價
- 聯合報記者曾指出，許惠祐雖出身藍營，但政治身段非常柔軟。此次接任軍文可任的國安局長，年僅五十五歲，就輩分而言，要鎮住情治單位的眾多老將，可說是第一要務。
- 2008年政黨輪替卸下國安局長職務後，為了延續公務員年資領取月退俸，反而連降2級，回鍋擔任國安局駐歐洲特派員；許惠祐於年資補滿後請辭返台，再與前法官合夥開法律事務所。以上的作為，讓許一直是卸任的國安局長中，媒體曝光率與招議風波最高的1位。[6]。